# ليجيا
«ليجيا» (بالإنجليزية: Ligeia)‏ هي قصة قصيرة بقلم الكاتب الأمريكي إدغار ألان بو، نشرت لأول مرة في 1838. وتسرد قصة راوٍ مجهول وزوجته ليجيا، - وهي امرأة جميلة وذكية -. تقع ليجيا ضحية المرض، وتؤلف قبل موتها قصيدة تدعى "الدودة الفاتحة"، وتقتبس أبياتا نسبت إلى جوزيف غلانفيل (التي تشير إلى أن الحياة لا تدوم إلا من خلال قوة الإرادة). بعد وفاتها، يتزوج الراوي من السيدة روينا لتمرض هي الأخرى وتموت. يبقى الراوي المذهول مع جسدها ويراقب روينا وهي تعود إلى الحياة وتتحول إلى ليجيا. بعد نشر القصة أول مرة في المتحف الأميركي، تم مراجعتها وأعيد طبعها عدة مرات في حياة بو.

## خلاصة الحبكة
تُسرد القصّة على لسان راوٍ مجهول، إذ يصف هذا الراوي خصال ليجيا: امرأة جميلة وعاطفية ومثقّفة، شعرها أسود كسواد الغراب، وعيناها داكنتا اللون. يظنّ الراوي بأنّه قد التقاها «في مدينة كبيرة وقديمة ومتدهورة بالقرب من نهر الراين». لا يستطيع أن يتذكّر أي شيء عن تاريخ ليجيا، بما في ذلك اسم عائلتها؛ لكنّه يتمكّن من تذكّر مظهرها الجميل. لا يُعتبر جمالها جمالًا تقليديًا. يصفها الراوي على أنّها هزيلة، ومتّسمة ببعض «الغرابة». يصف الراوي وجهها بإسهاب، إذ يبدأ بجبهتها «الخالية من العيوب» وينتقل إلى عينيها التي تشبه «الأجرام السماوية المقدّسة». يتزوّجان، فتدهش ليجيا زوجها بمعرفتها الهائلة بالعلوم الفيزيائية والرياضية، وبكفاءتها في اللغات الكلاسيكية. تبدأ ليجيا بإظهار معرفتها بـ «الحكمة الميتافيزيقية المحرّمة» أمام زوجها. 
تصاب ليجيا بمرض ما بعد فترة زمنية غير محدّدة، إذ تبدأ صراعها الداخلي بشأن الفناء البشري قبل أن تموت في نهاية المطاف. يشتري الراوي الحزين ديرًا في إنجلترا ويعمل على ترميمه. سرعان ما يدخل الراوي في علاقة زوجية خالية من الحب مع السيّدة روينا تريفانيون من تريمين، ذات الشعر الأشقر والعينين الزرقاوين. 
تبدأ روينا صراعها مع القلق والحمّى خلال الشهر الثاني من زواجهما. وفي ليلة من الليالي، توشك روينا على الإغماء فيصبّ لها الراوي قدحًا من النبيذ. يرى الراوي تحت تأثير الأفيون (أو يظنّ بأنّه يرى) قطرات من «سائل مذهل بلون الياقوت» يتساقط في القدح. سرعان ما تزداد حالتها سوءًا وتموت بعد عدّة أيام، ويُلفّ جسدها تحضيرًا لمراسم الدفن.
يبقى الراوي يقظًا طيلة الليل، فيلاحظ استعادة خدّي روينا للونهما الطبيعي. تظهر على روينا علامات الحياة مرارًا وتكرارًا، لكنّها تنتكس مجدّدًا وتعود إلى حالة من الموت الواضح. يحاول الراوي إنعاشها، فتظهر علامات الحياة عليها بشكل أوضح تدريجيًا، لكنّها تنتكس مجدّدًا وبصورة أقوى مما سبق. يبزغ الفجر على الراوي المنهك عاطفيًا جرّاء كفاحه تلك الليلة، تظهر علامات الحياة على الجسد المغطّى مرة أخرى قبل أن يقف ويمشي إلى منتصف الغرفة. يحاول الراوي لمس هذا الجسد، فتسقط ضمادات الرأس لتكشف عن كتل من الشعر الأسود كلون الغراب والعينين الداكنتين: تتحوّل روينا إلى ليجيا. 

## التحليل
يعتمد الراوي على ليجيا كما لو كان طفلًا، إذ ينظر إليها «بثقة طفولية». يصبح الراوي «طفلًا يلتمس طريقه بجهل» وبـ «حماقة طفولية» بعد وفاتها. يلاحظ كاتب سيرة حياة بو كينيث سيلفرمان امتلاك الراوي لرغبة في نسيانها على الرغم من اعتماده عليها في الوقت ذاته؛ الأمر الذي يجعله غير قادر على حب روينا. تتجلّى رغبته في النسيان هذه في عجزه عن تذكّر اسم عائلة ليجيا، إذ تخبرنا القصّة بأنه لم يعرف اسم عائلتها أساسًا. 
يخبرنا الراوي أنّ ليجيا امرأة مثقفة للغاية، «لم أعرف امرأة مثلها من قبل». والأهم من ذلك، لعبت ليجيا دور معلّمة الراوي في مجال «التحقيق الميتافيزيقي»، إذ تورّثه «الحكمة المقدّسة الثمينة إلى درجة تجعلها غير محرّمة!». ولذلك، يعود السبب في عودتها للحياة إلى معرفتها في التصوف جنبًا إلى جنب مع رغبتها الشديدة في الحياة. تُنسب العبارات المكتوبة في المقدّمة والتي يُعاد ذكرها في منتصف القصّة إلى جوزيف غلانفيل، وذلك على الرغم من عدم العثور على هذا الاقتباس في أعمال غلانفيل الموجودة الأخرى. يُعتقد بأنّ بو قد اختلق هذا الاقتباس ونسبه إلى غلانفيل، وذلك بهدف ربطه بإيمان غلانفيل بالشعوذة.